# Jud ali Žid
Izrazi kot Jud, judovski itd. so bili v knjižni slovenščini v rabi od Trubarja do druge polovice 19. stoletja, ko so začeli Slovenci iz knjižnega jezika sistematično odstranjevati nemške jezikovne prvine in jih nadomeščati s prvinami slovanskega izvora. Tudi samostalnik jud je germanizem. Pri oblikah Žid, židovski itd. so se zgledovali še po drugih slovanskih jezikih. Že stara cerkvena slovanščina namreč pozna izraz židovin, najverjetneje prevzet na južnoslovanskem ozemlju iz poznoantične latinščine. Ohranil se je v nekaterih slovenskih krajevnih imenih, denimo v imenu vasi Ždinja vas v mestni občini Novo mesto ali na Koroškem pri Trnji blizu Celovca v imenu Zeduška ves (Judendorf), narečno Židóvišče ali Ždovše. Na avstrijskem Koroškem sta še dva tovrstna kraja: Ždinja ali Židinja vas/ves in Ždovlje ali Židovlje, dva kraja pa sta tudi v Porabju: Židovo (Zsida) in Židovski vrh (Zsidahegy). Glede na to, da so vsi kraji z imenom vas nastali pred letom 1100, smo lahko prepričani, da je tudi beseda Žid starejša od tega. Povsem možno je, da je prišla iz italijanske smeri, in sicer iz besede guidei, česar morda celo niso izgovarjali kot "džudei", ampak kot "žudei". To se je lahko zgodilo že pred 9. stoletjem, saj vemo, da so židovski trgovci iz Italije v Podonavje potovali preko karantanskega ozemlja. Povsem možno je, da se je raba besede Žid med katoliškimi Slovani (slovenščina, hrvaščina, slovaščina, češčina, lužiška srbščina, šlezijščina, kašubščina in poljščina) ter Madžari in Litvanci, razširila z juga proti severu, se pravi iz italijanske strani čez Karantanijo in hrvaške kraje na sever in severovzhod. 

## Zgodovina samoimenovanja
Pred drugo svetovno vojno je največ Židov v Sloveniji živelo v Prekmurju. Bili so Aškenazi, govorili pa so madžarsko. Pozneje so prevzeli predvsem hrvaščino. Po prvi svetovni vojni je sedež njihove verske občine ostal v tujini in leta 1921 so se nekateri ljubljanski priključili zagrebški, drugi pa varaždinski občini; štajerski so bili člani varaždinske verske občine, njihovi rojaki iz Murske Sobote in Lendave pa so se kulturno povezovali z rojaki in soverniki v Čakovcu in Varaždinu. Upoštevati je treba tudi takratne razmere v Prekmurju; več stoletij je pripadalo ogrski kroni sv. Štefana, zato so se jezikovne razmere tako razlikovale od tistih v drugih slovenskih pokrajinah, da so tamkajšnje občine po priključitvi h Kraljevini SHS novo šolsko oblast celo prosile za začasni pouk v prekmurščini.
Leta 1940 je v Ljubljani živelo 158 Židov, večinoma trgovcev in študentov; 1954. so se tisti, ki so preživeli holokavst, ter na novo priseljeni iz Prekmurja in drugod, ločili od zagrebške in ustanovili »Jevrejsko občino v Ljubljani«. Tudi njihov kraj zadnjega počitka v Ljubljani ob Tomačevski cesti, kjer so začeli pokopavati leta 1931, se je uradno imenoval »Jevrejsko pokopališče«. In ko je bilo leta 1964 po partijski direktivi preseljeno na Žale, je njegovo ime ostalo enako - vse do maja 1998, ko je podjetje Žale na pritisk ljubljanskih mestni svetnikov in mnogih bralcev Dela v poslovnih dokumentih, na obvestilnih tablah, v vodnikih za obiskovalce itd. »Jevrejsko« spremenilo v Judovsko pokopališče, na terenu pa je še danes obratno: nad vhodom piše, da gre za »Izraelitsko pokopališče«, na spomeniku sredi parcele »Spomni se Židov - padlih borcev in žrtev fašizma 1941 - 1945«, spodaj pa »Jevrejska občina Ljubljana 1964«. 
Ob prvotni židovski/jevrejski občini so leta 1991 ustanovili še »Judovsko skupnost Slovenije«, JSS, četudi so ljubljanski, ki so bili sicer v izraziti manjšini, uporabljali in obdržali etnonim Žid. Med njihovimi najbolj znanimi nasledniki so prof. dr. Luc Menaše, avtor temeljnega dela Evropski umetnostnozgodovinski leksikon, v katerem je pri tem zelo dosleden, dr. Lev Menaše vsepovsod v znameniti monografiji Marija v slovenski umetnosti, prof. dr. Lev Kreft v svojih člankih itd. Po besedah nekdanjega predsednika JSS Andreja Kožarja Becka so (bili) člani do vprašanja njihovega slovenskega etnonima v skladu z vso to pestrostjo, posledico slabega znanja slovenščine, ravnodušni, vendar pa to ni veljalo, in še danes ne velja, za čisto vse. Za etnonim Jud kot pravilnejši v primerjavi z etnonimom Žid se namreč zavzema Klemen Jelinčič Boeta, vendar Žid po njegovem prepričanju sam po sebi ni niti najmanj žaljiv. Prava izjema je bil Mladen Švarc (1952 - 2001), publicist, novinar in goreč politični aktivist, ki pa etnonimu Žid še sredi 80. let 20. stoletja ni nasprotoval. »Ko že vpeljujem dvojnost Žid/Jud, ne mislim pledirati za uporabo ene besede proti drugi, ene kot 'dobre' proti drugi, ki naj bi bila psovka. V slovenski tradiciji so liberalci uporabljali bolj 'Žida', katoliški tabor pa 'Juda', toda zaničevalno zvenita tako pridevnik 'židovski' kot zveza 'judovska šola'.«. (Še več, v istem članku je izrazil celo prepričanje o rahlo prevladujoči slabšalnosti etnonima Jud, ker da je srednjeveška podoba Žida »podoba vsakršnega Žida in še vseh Židov povrh, Jud pa je Judež in izdajalec. Kajti najbolj v nebo vpijoče izdajstvo je izdajstvo živega Boga, v podobi Sina in Odrešenika«.)
Toda v drugi polovici 90. let je mnenje radikalno spremenil. »To izločevanje, skratka druga opcija, ki pravi, da Judje nis(m)o sestavni del slovenskega prostora, je značilno že pri Janezu Evangelistu Kreku. On jasno ločuje nivo 'ideologije', ko je biblični Izraelec ali Hebrejec pač sestavni del njegove ideološke Zgodbe, in nivo 'realnega', 'materialnega', ko zanj novodobni 'Žid' predstavlja vse posvetno zlo. To me je tudi dokončno prepričalo o uporabi Juda in Žida.«. In leta 2000 so se na RTV Slovenija čez noč odrekli Židu v korist Judu; v precejšnji meri so jim sledili še drugi mediji, uredništva založb, publicisti, prevajalci knjig in filmov itd., kar se je kmalu začelo odražati tudi v besedilnih korpusih in črkovalnikih. Prvih pobudnikov je (bilo) sicer zelo malo, vendar je bilo in je še danes med njimi tudi več Slovencev, ki imajo na področju knjižnega založništva, prevajalstva, avtorstva itd. na Slovenskem glavno besedo. Je pa pridevnik židovski še vedno ustaljen in celo uradno veljaven v današnjih imenih ulic in trgov slovenskih mest - Židovska ulica in Židovska steza v Ljubljani, Židovski trg v Piranu, Židovski stolp in Židovska ulica v Mariboru.
Etnonim Žid je že pred tem prevladoval nad etnonimom Jud, izjema je bila le nabožna literatura, sredi 80. let dvajsetega stoletja pa ga je tudi v splošno rabo poskušal uvesti prevajalec Janez Gradišnik. Ker so te besede takrat še bolj kot pozneje delovale arhaično - in kot germanizmi tudi dovolj provokativno nemškutarsko -, v svojem prizadevanju ni bil uspešen. Med drugim ga je zavrnil jezikoslovec Boris Urbančič. Razmere so se spremenile šele, ko je na televiziji kot najvplivnejšem mediju prišlo do omenjenega preobrata.

## Logicizem v jeziku
V Palestini sta med letoma 931 in 721 pred našim štetjem obstajali severno Izraelsko in južno Judovo kraljestvo (imenovano po židovskem plemenu Juda), ki je pozneje postalo provinca Judeja oziroma Judeja in Samarija. Toda današnja hebrejska država nosi ime po prvi, ne po drugi, imenuje se Izrael in ne Judeja. Jud bi lahko bil torej kvečjemu pripadnik plemena Juda, če se to ime v slovenščini ne bi ustalilo kot sinonim za Žida, prebivalec nekdanje Judeje pa Judejec. Dežela, iz katere so Judje/Židje, torej ni Judeja, temveč Izrael oziroma, gledano ozemeljsko, (celotna historična) Palestina.

## Jezikovna priročnika
Slovenski pravopis ima slabšalno varianto samo pri judovstvu, »izdajstvo, izdaja«, ne pa tudi pri geslu židovstvo. Samostalnik žid razlaga povsem enako kot SSKJ, Jud pa naj bi bil »potomec izraelskega Judovega rodu«, čeprav je Jud isto kot Žid in gre torej za potomca vseh Izraelovih plemen oziroma starega izraelskega ljudstva kot celote, ne le njegovega plemena Juda. Samostalnik jud, pisan z malo začetnico, tu pomeni pripadnika judovske vere.
Slovar slovenskega knjižnega jezika izraza žid in jud (tudi v drugi izdaji) razlaga enako, oba imata dva pomena. V prvem gre za pripadnika židovske/judovske vere, v drugem pa za stiskača, oderuha. Z eno razliko, da je geslo žid opremljeno s kvalifikatorjem ekspresivno, jud v tem (prenesenem) pomenu pa ne in tudi sicer nima nobenega drugega kvalifikatorja. Seveda sta lahko obe besedi v enaki meri tudi žaljivki, kar je odvisno od konteksta in poudarka. Z malo začetnico po SP pišemo ime pripadnika veroizpovedi, torej žid/jud, z veliko, Žid/Jud, pa ime pripadnika naroda, pa tudi posameznika, za katerega iz sobesedila ni povsem jasno, v katero od obeh omenjenih zvrsti spada.

## Težave v praksi
Toda izrazi Jud z izpeljankami celo ne glede na vse to niso vselej možni. V Jeruzalemu ni »Judovske univerze«, temveč imajo tam Hebrejsko univerzo, »protijudovstvo« je antisemitizem, v Novi zavezi ni »Pisma Judom«, temveč je Pismo Hebrejcem - je sicer Judovo pismo, vendar gre pri tem za osebno ime Juda, ne za Jude -, ni judovskega (niti židovskega) jezika, obstajata pa hebrejščina in jidiš, če se omejimo samo na oba najvažnejša.
In ko so maja 1998 na Žalah ukinjali ime »Jevrejsko pokopališče«, sta bila na tej parceli na voljo še dva pridevnika: izraelitsko in židovsko. Prvi seveda ni prišel v poštev, saj je slovenščini enako tuj kot jevrejsko, tako da ostane samo drugi, židovsko, in z njim izključno ime Židovsko pokopališče - ne oziraje se na imena sočasnih organizacij, kot so Judovska skupnost Slovenije, Judovski kulturni center Ljubljana ipd.
Podoben je primer spominske plošče s hebrejsko-slovenskim napisom na pročelju hiše Židovska steza 4, kjer je nekoč stala sinagoga. V slovenski polovici besedila je omenjena »judovska četrt«, težava pa je v tem, da četrti tega imena v Ljubljani nikoli ni bilo. Dežela Kranjska z Ljubljano vred je bila takrat dvojezična, tako da je imel tudi ta del mesta dve imeni, slovenskega in nemškega: slovensko se je glasilo židovska četrt - od tod današnji imeni Židovska ulica in Židovska steza -, nemško pa Judengasse (ali morda celo Judengebiet).